# Sulgen TG
| TG ist das Kürzel für den Kanton Thurgau in der Schweiz. Es wird verwendet, um Verwechslungen mit anderen Einträgen des Namens Sulgen zu vermeiden. |

Schweizerische Volkspartei
Sulgen ist eine politische Gemeinde im Bezirk Weinfelden des Schweizer Kantons Thurgau. Sie besteht aus der Kernsiedlung Sulgen und den Ortschaften Götighofen und Donzhausen sowie Hessenreuti und weiteren Weilern.
Die ehemalige Munizipalgemeinde Sulgen bestand 1803 bis 1995 aus den Ortsgemeinden Götighofen, Kradolf, Sulgen, Riedt (bis 1994) und Bleiken (bis 1964).

## Geographie

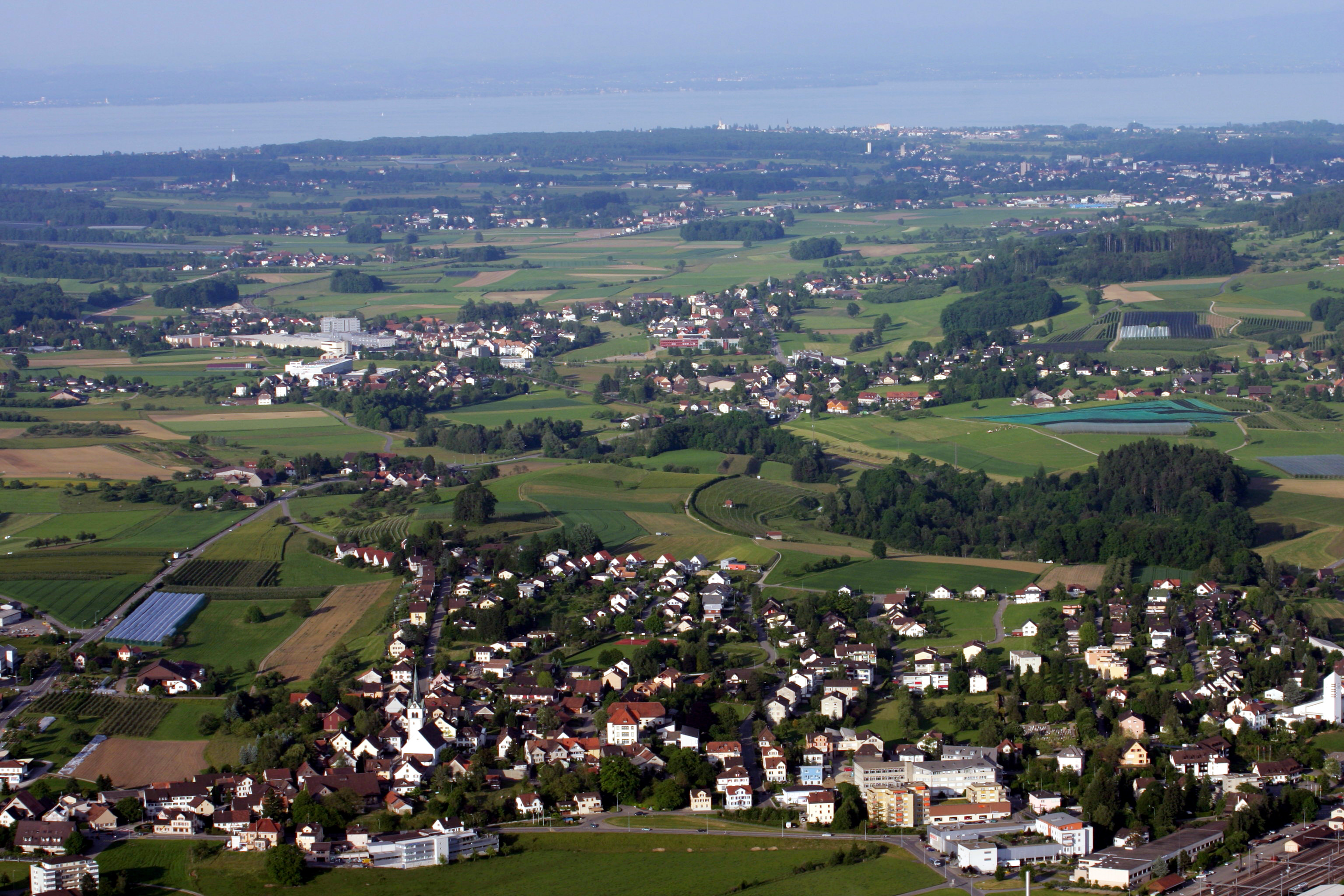
Vorne Sulgen, Erlen in der Bildmitte und Romanshorn am Bodensee in der rechten Bildhälfte im Hintergrund

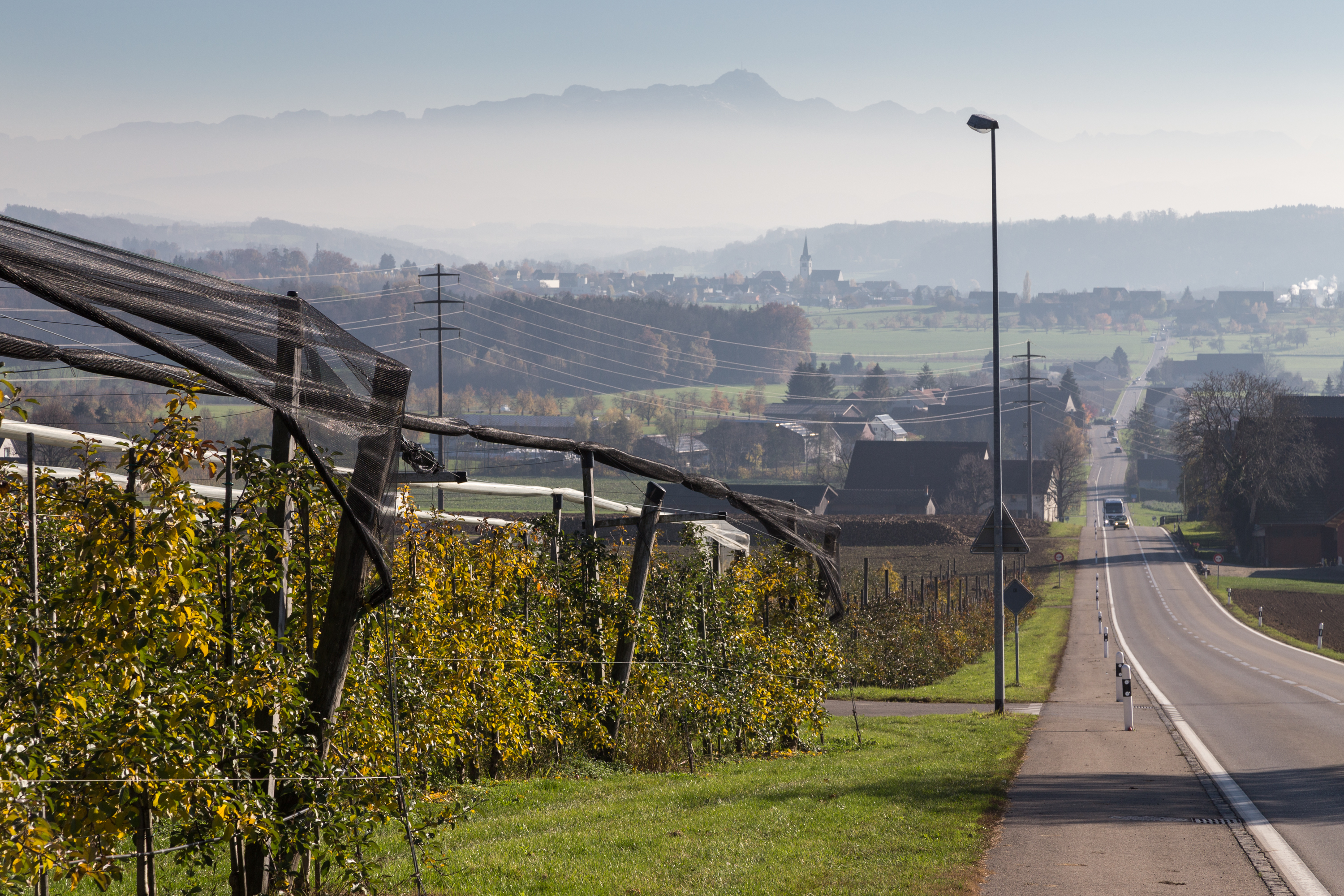
Kreuzlingerstrasse von Berg nach Sulgen kurz vor Opfershofen. Im Hintergrund der Alpstein.

Das auf einer Moräne am Übergang vom Thur- ins Aachtal liegende Dorf verdankt seine Entwicklung der guten Verkehrslage. Hier kreuzt sich die wichtigste West-Ost-Verbindung durch den Kanton von Frauenfeld nach Romanshorn mit der Strasse von Konstanz nach Gossau SG. Zudem zweigt in Sulgen die Bischofszellerbahn von der Thurtallinie ab.
Sulgen grenzt (im Uhrzeigersinn von Nordosten) an die Gemeinden Birwinken, Erlen, Hohentannen, Kradolf-Schönenberg und Bürglen.

## Geschichte

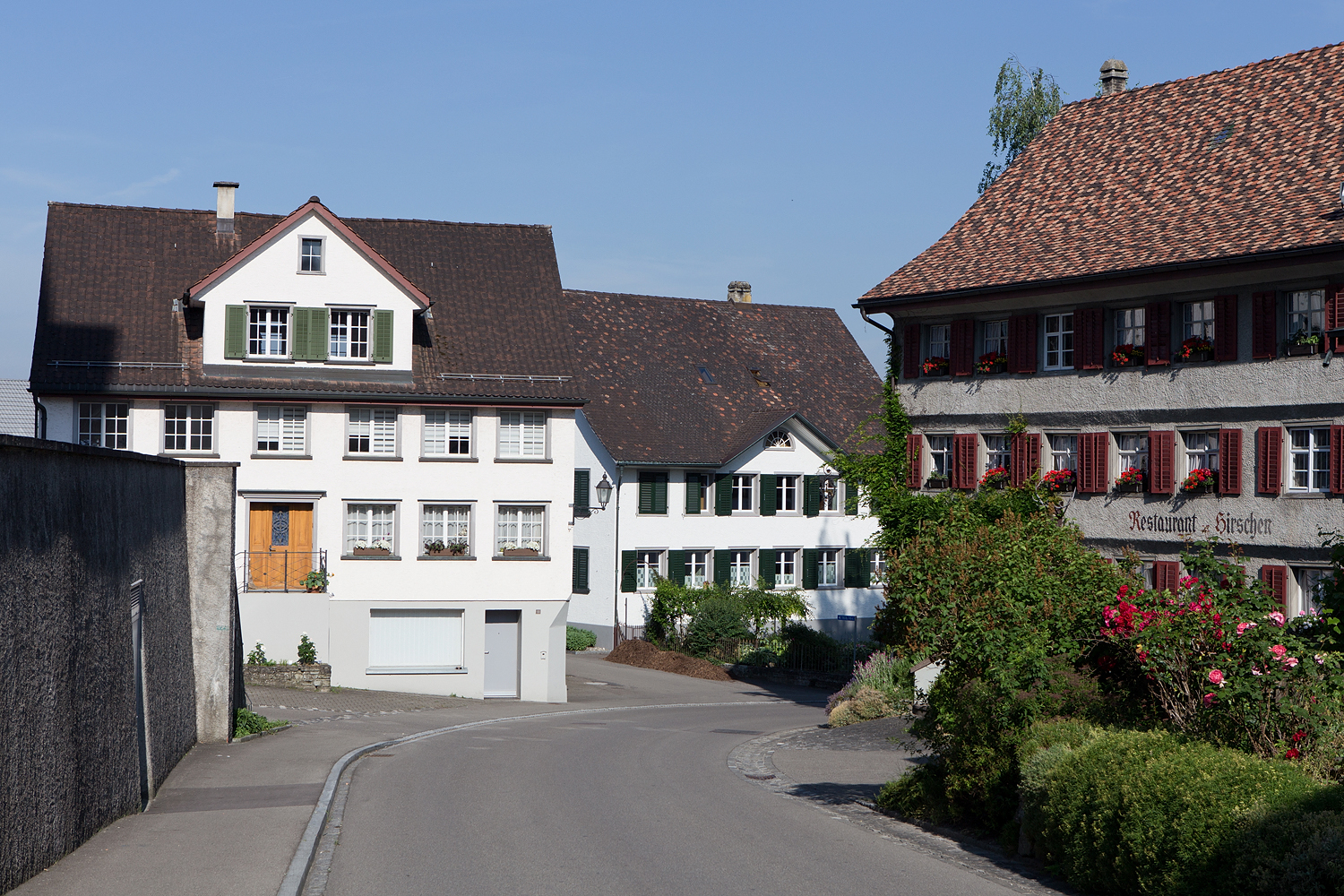
Zollhaus Sulgen (links)

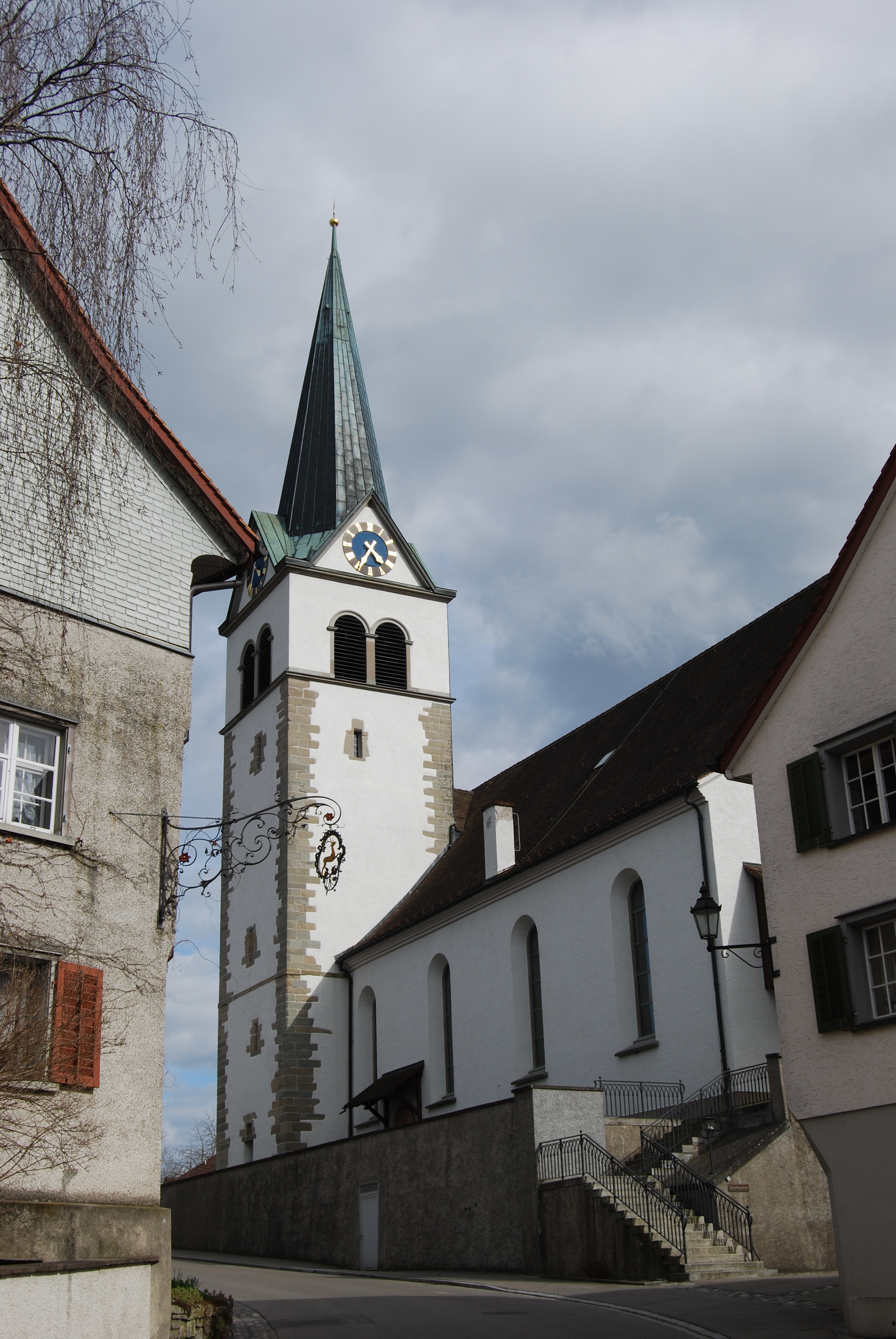
Die evangelische Kirche wurde bis 1961 von beiden Konfessionen benutzt.

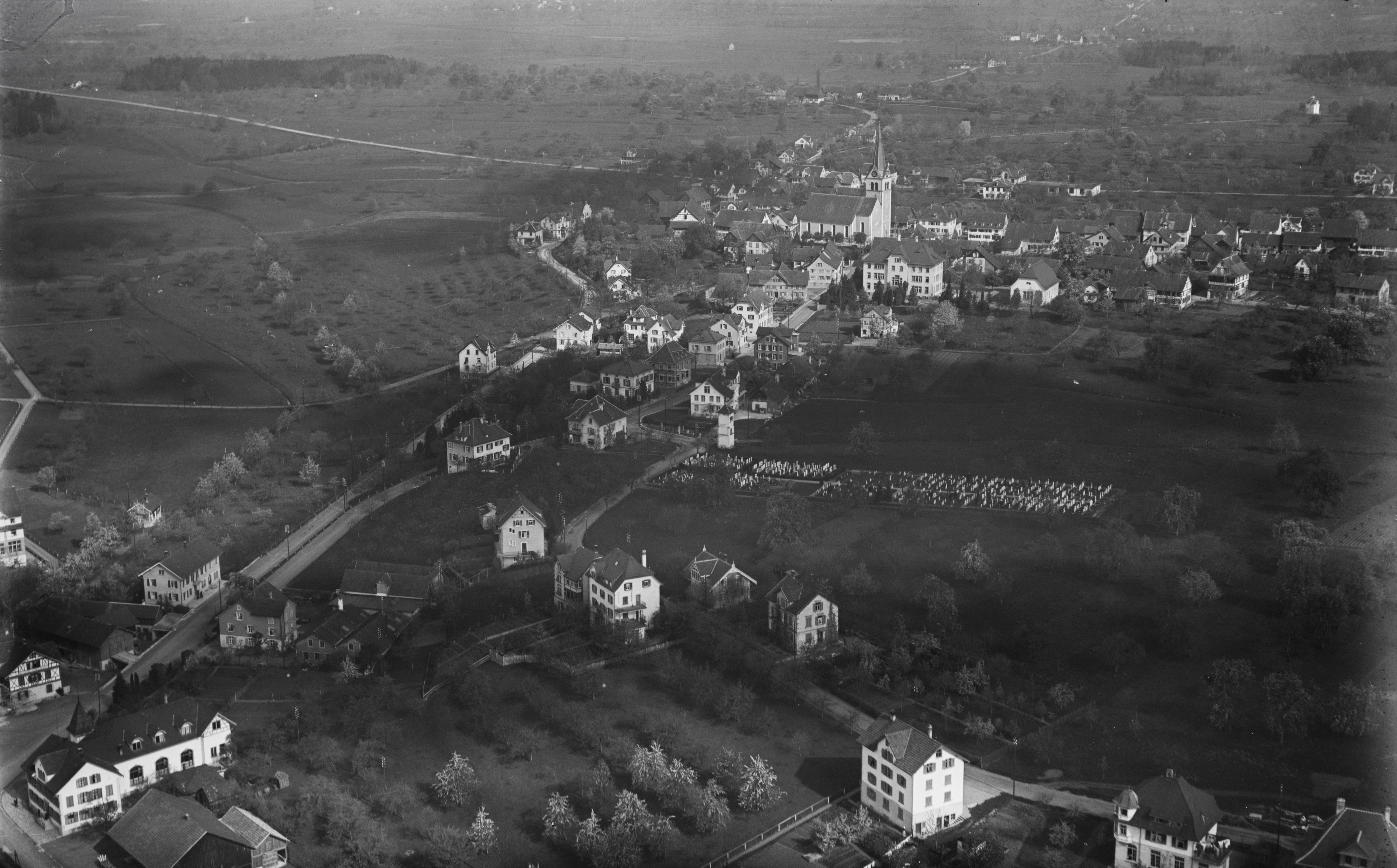
Luftbild von Walter Mittelholzer aus dem Jahr 1923

Sulgen wurde 806 erstmals urkundlich erwähnt als Sulaga. In Sulgen, Hessenreuti und Mühlebach bei Amriswil besass das St. Pelagiusstift Bischofszell im Mittelalter Güter (1472 Offnung). Die Herrschaft Bürglen und das Kloster Kreuzlingen teilten sich in Sulgen bis 1798 die niederen Gerichtsrechte. Sulgen war eine Grosspfarrei, die neben Sulgen bis 1809 auch Andwil TG, bis 1851 Berg TG, bis 1809 Bürglen, bis 1992 Erlen, Guntershausen bei Berg (seit 1995 bei Berg) sowie bis 1604 Neukirch an der Thur umfasste.
Das St. Pelagiusstift besass anfänglich nur die Kollatur. 1269 bewilligte ihm der Bischof von Konstanz, Abgaben für eigene Bedürfnisse einzuziehen, 1359 wurde Sulgen in das Stift inkorporiert. Nach der Reformation 1529 wurde 1535 die Messe wieder zugelassen. Die Kirche wurde fortan simultan, 1712 bis 1961 paritätisch genutzt. 1851 kam die Kollatur an die Kirchgemeinde. 1959 bis 1961 erfolgte der Bau der katholischen Kirche durch Ernest Brantschen.
In Sulgen wurde Kornbau in drei Zelgen betrieben und Flachs angebaut. Im 19. Jahrhundert erfolgte der Übergang zum Feldgrasbau, zur Vieh- und Milchwirtschaft sowie zum Obstbau. 1860 wurde eine Käserei in Betrieb genommen. Ab 1650 wurde Leinen hergestellt; später kamen die Baumwollverarbeitung, um 1810 die Kattunweberei, ab 1850 die Stickerei und 1890 die Schifflistickerei hinzu, die bis um 1930 betrieben wurde. Sulgen wuchs beachtlich, nachdem es 1855 eine Station an der Bahnlinie Winterthur–Romanshorn erhalten hatte und 1876 Ausgangspunkt der Linie nach Gossau wurde. 1919 bis 1923 bestand eine Milchpulverfabrik, die 1930 neu gegründet und 2003 von der Hochdorf Nutritec übernommen wurde. Sie beschäftigte 2010 108 Mitarbeiter. 1933 wurde die Wirkerei Greuter ins Leben gerufen, die 1970 ihren Namen in Greuter-Jersey änderte. Sie war ab 2008 im Besitz der E. Schellenberg Textildruck und produziert seither nicht mehr in Sulgen. 1980 hielt bei der Sauter AG, die ab 1999 im Besitz der Belimed ist, die Medizinaltechnik Einzug. Weitere ansässige Firmen waren 2011 die Sidag (Sicilia-Zitronensaft), die Erich Keller AG (Büroeinrichtungen) und der Verlag Niggli AG. 2005 waren 53 % der Erwerbstätigen im zweiten Wirtschaftssektor und 40 % im Dienstleistungssektor tätig.
1964 war die frühere Ortsgemeinde Bleiken in die Ortsgemeinde Sulgen eingemeindet worden. Die politische Gemeinde wurde 1995 bis 1996 stufenweise gebildet: Seit dem 1. Januar 1995 gehört der von der Ortsgemeinde Opfershofen abgetrennte Ortsteil Uerenbohl zu Sulgen. Ebenfalls 1995 wurde die Ortsgemeinde Riedt von der Munizipalgemeinde Sulgen abgetrennt und der Gemeinde Erlen zugeschlagen. Die Ortsgemeinden Donzhausen und Hessenreuti hatten vor 1995 zur Munizipalgemeinde Bürglen gehört, schlossen sich hernach der Munizipalgemeinde Sulgen an und vereinigten sich 1996 mit den Ortsgemeinden Götighofen und Sulgen sowie der Munizipalgemeinde Sulgen zur Einheitsgemeinde Sulgen. Gleichzeitig fusionierte die von der Munizipalgemeinde Sulgen abgetrennte Ortsgemeinde Kradolf zur Gemeinde Kradolf-Schönenberg.
→ siehe auch Abschnitte Geschichte in den Artikeln Bleiken TG, Donzhausen, Götighofen und Hessenreuti

## Wappen
Blasonierung: Gespalten von Gelb mit einem Löwen und Rot mit einem Kreuz in gewechselten Farben.
Das Wappen gibt die Herrschaftsverhältnisse wieder, indem das Dorf zum Teil der Herrschaft Bürglen, zum Teil dem Kloster Kreuzlingen gehörte. Die Farben versinnbildlichen die Zugehörigkeit der Pfarrei Sulgen zum Pelagistift in Bischofszell.

## Bevölkerung
| Die zur Anzeige dieser Grafik verwendete Erweiterung wurde dauerhaft deaktiviert. Wir arbeiten aktuell daran, diese und weitere betroffene Grafiken auf ein neues Format umzustellen. (Mehr dazu) |

|                     | 1850  | 1870  | 1900  | 1950  | 1990  | 2000  | 2010  | 2018  | 2023   |
| ------------------- | ----- | ----- | ----- | ----- | ----- | ----- | ----- | ----- | ------ |
| Politische Gemeinde |       |       |       |       |       | 3422  | 3397  | 3842  | 4036   |
| Munizipalgemeinde   | 1185  | 1155  | 1866  | 3054  | 4383  |       |       |       |        |
| Ortsgemeinde        | 416   |       | 616   | 1212  | 2552  |       |       |       |        |
| Quelle              | [ 7 ] | [ 7 ] | [ 7 ] | [ 7 ] | [ 7 ] | [ 8 ] | [ 8 ] | [ 8 ] | [ 10 ] |

Von den insgesamt 4036 Einwohnern der Gemeinde Sulgen am 31. Dezember 2023 waren 1143 bzw. 28,3 % ausländische Staatsbürger. 1171 (29,0 %) waren evangelisch-reformiert und 1042 (25,8 %) römisch-katholisch. Die Ortschaft Sulgen zählte zu diesem Zeitpunkt 4036 Bewohner.

## Wirtschaft
Im Jahr 2016 bot Sulgen 1805 Personen Arbeit (umgerechnet auf Vollzeitstellen). Davon waren 4,0 % in der Land- und Forstwirtschaft, 62,6 % in Industrie, Gewerbe und Bau sowie 33,4 % im Dienstleistungssektor tätig.

## Sehenswürdigkeiten
- Reformierte Kirche, 15.–19. Jh.
- Katholische Kirche St. Peter und Paul, 1959–61 erbaut, inspiriert von Le Corbusier; Architekten: Ernest Brantschen und Alfons Weisser, die davor die Bruder-Klaus-Kirche Winkeln gebaut hatten.[12]

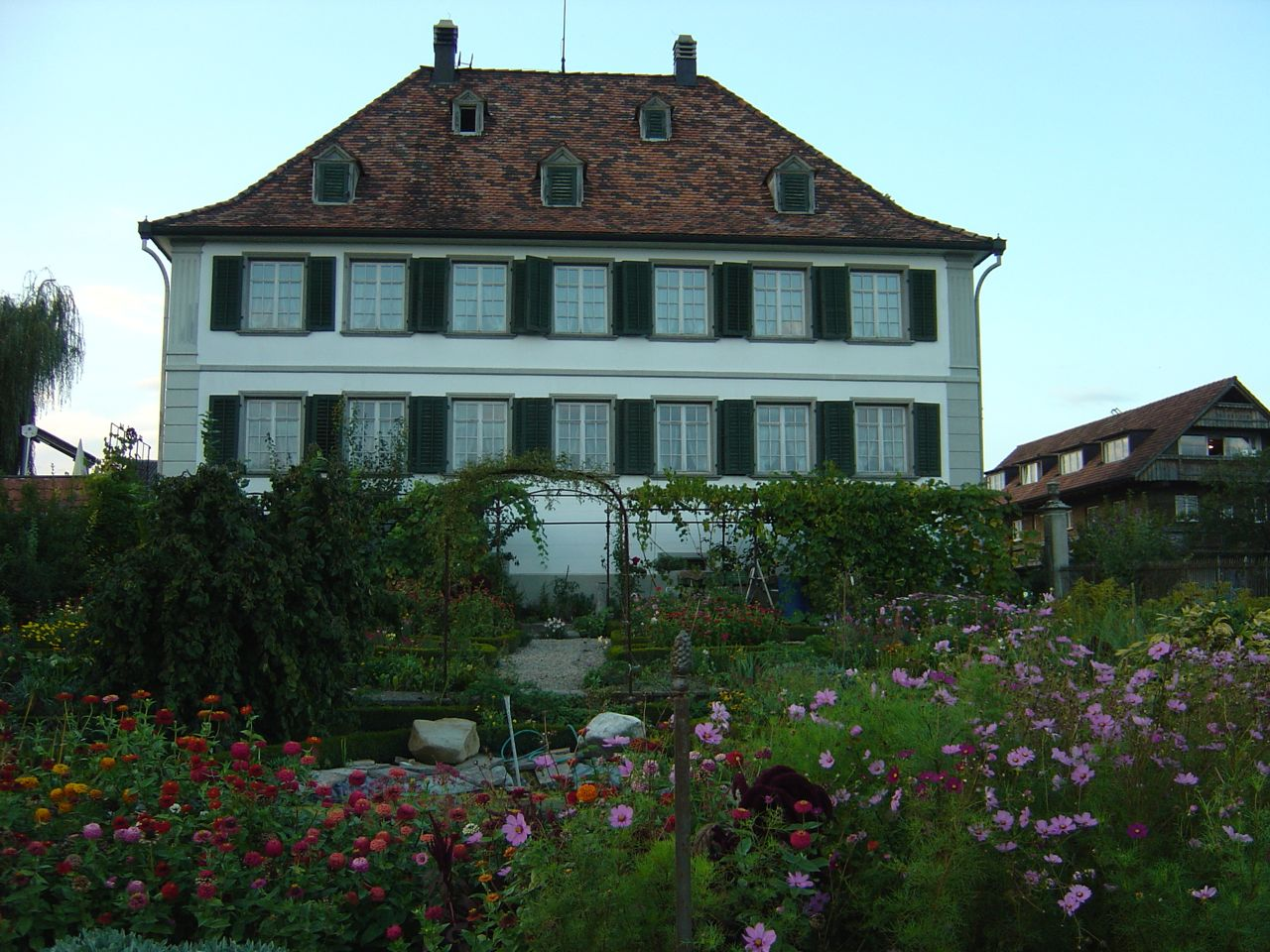
Landsitz Hessenreuti. Blick von Hauptstrasse
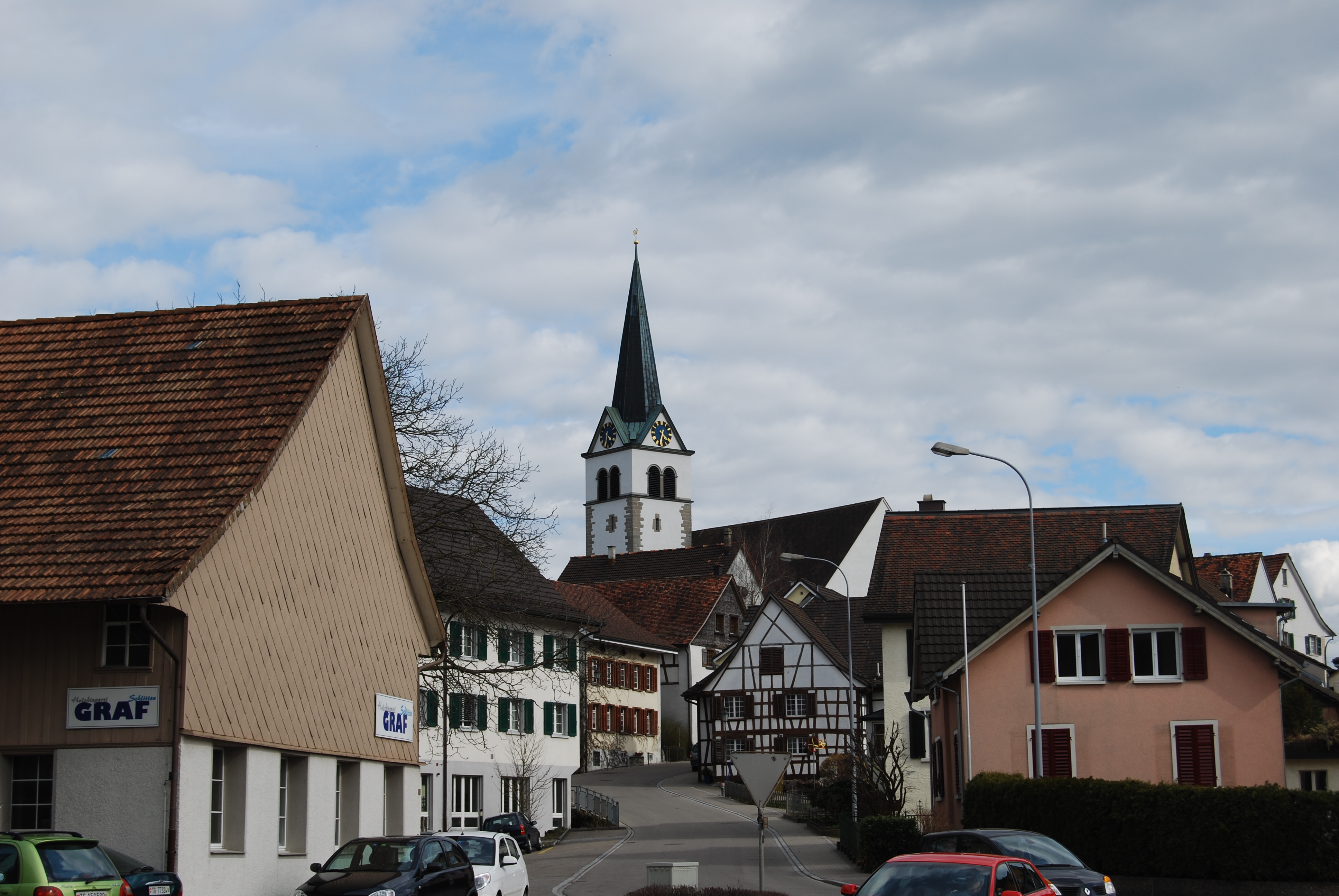
Dorfzentrum von Sulgen
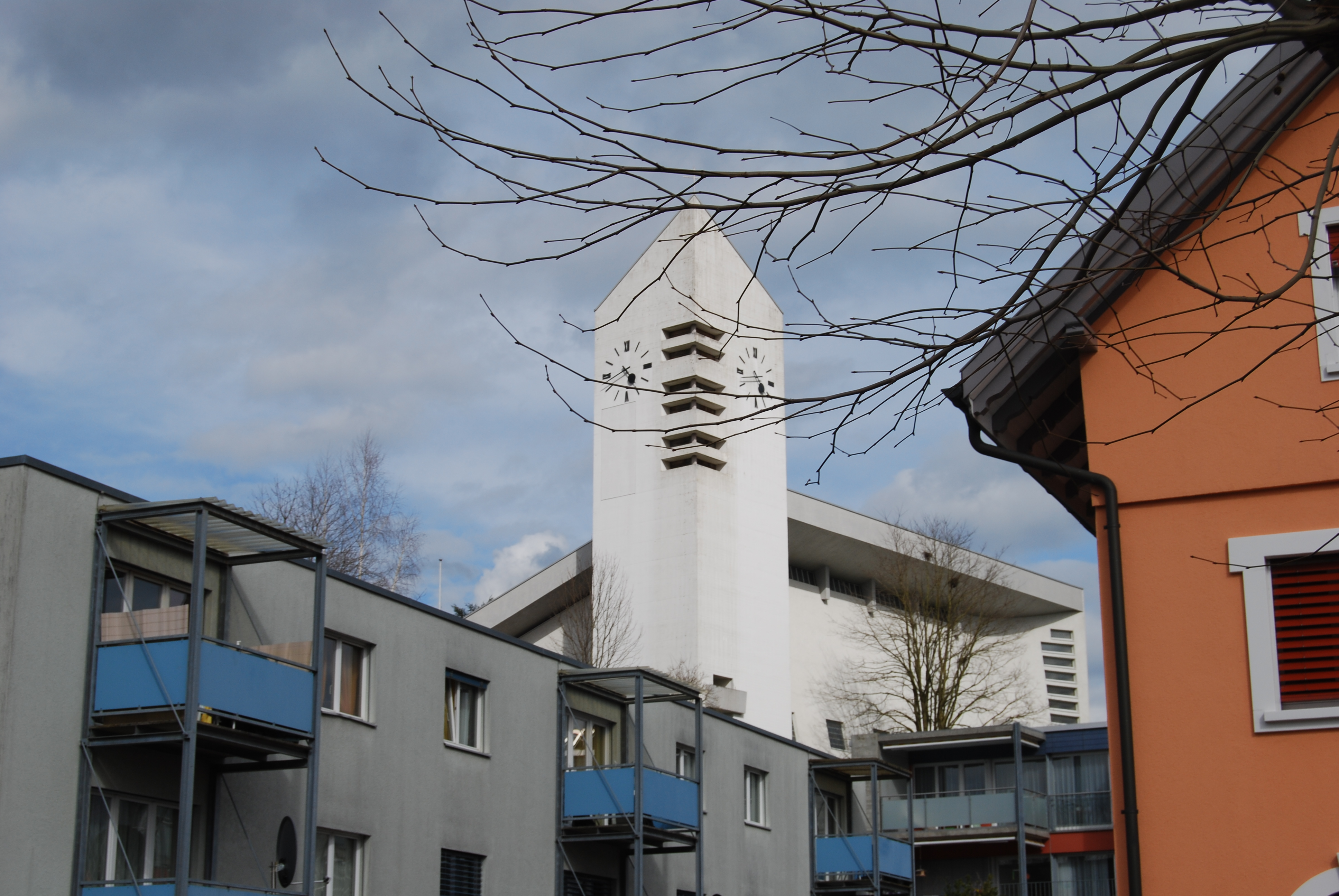
Katholische Kirche
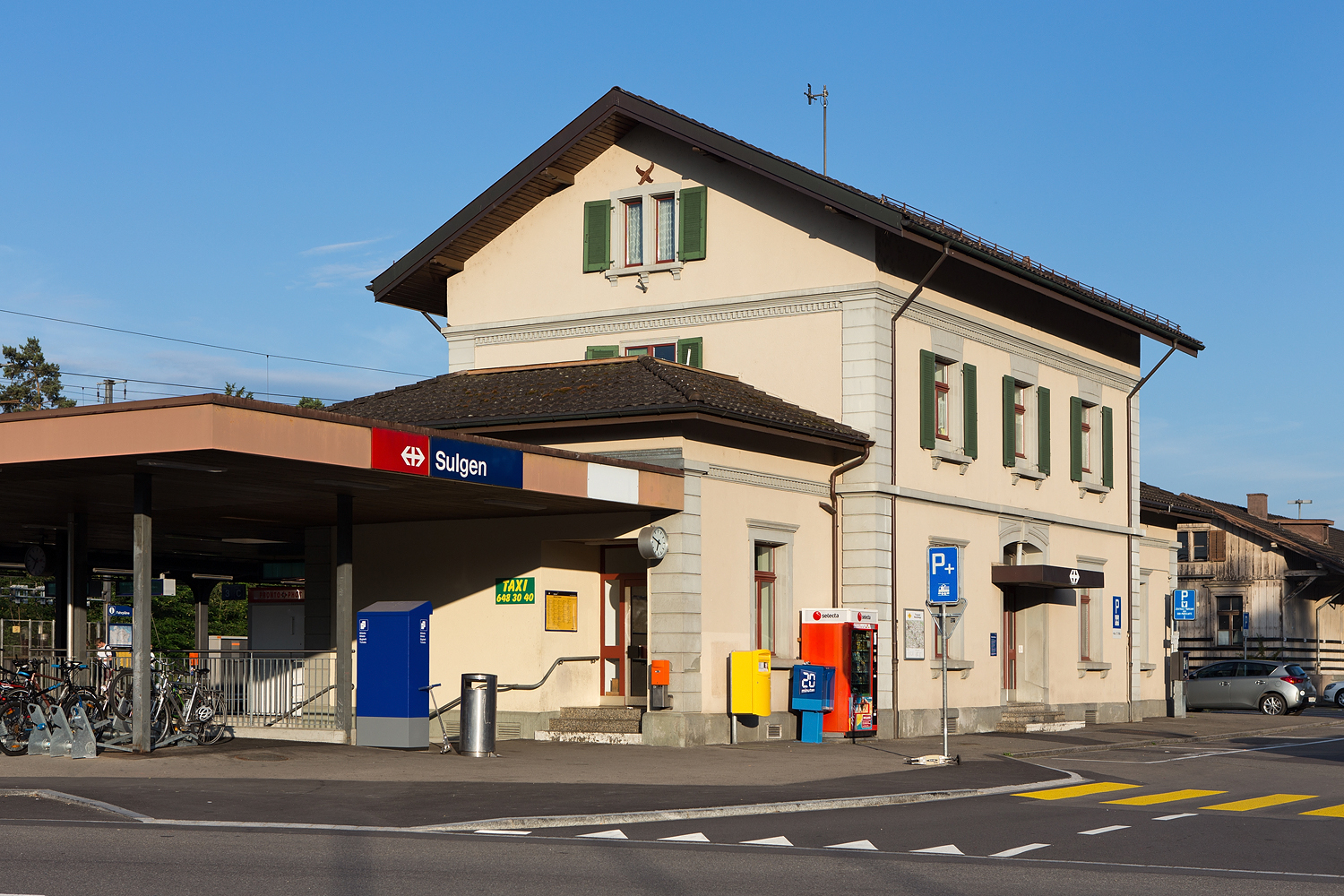
Bahnhof
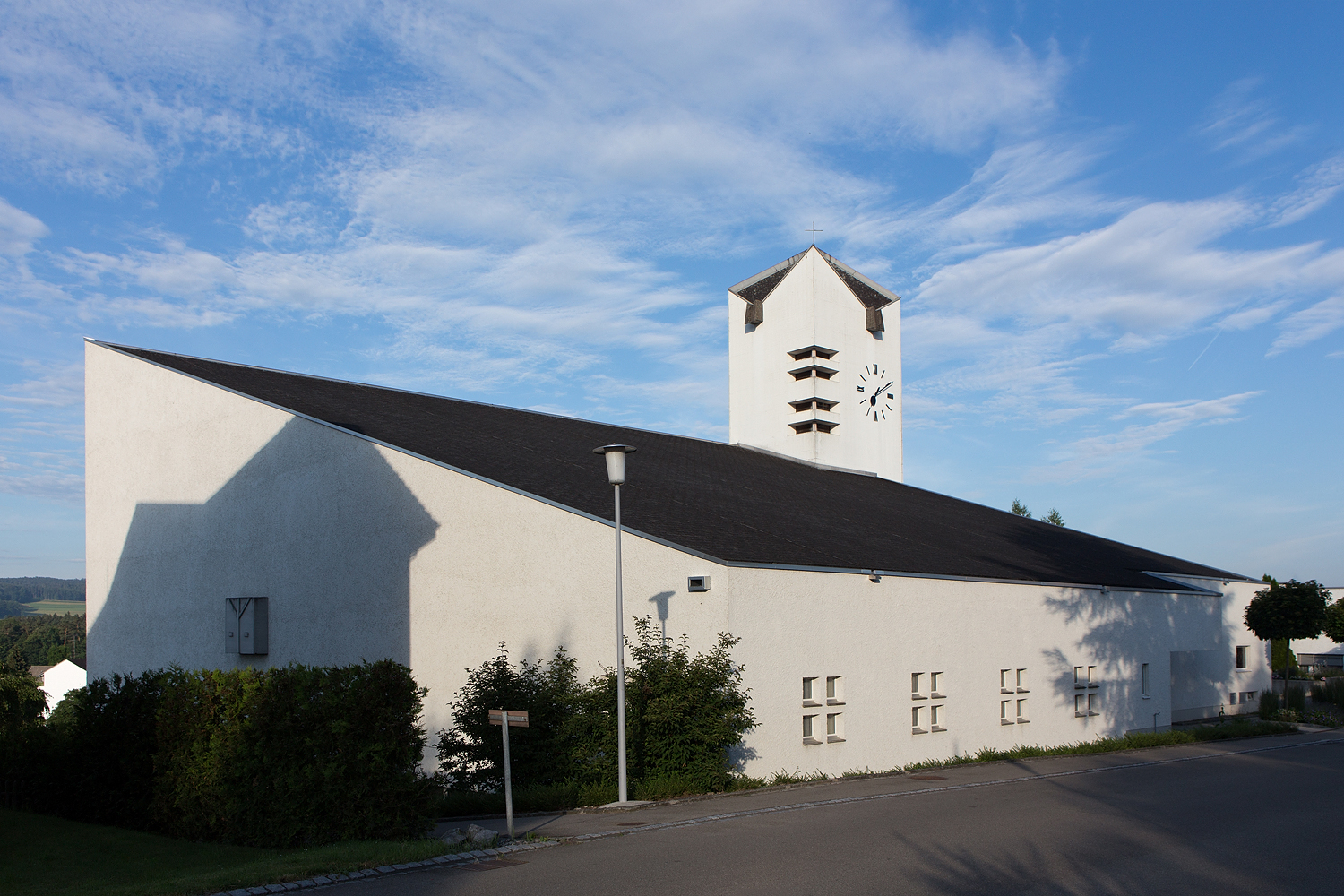
Katholische Kirche
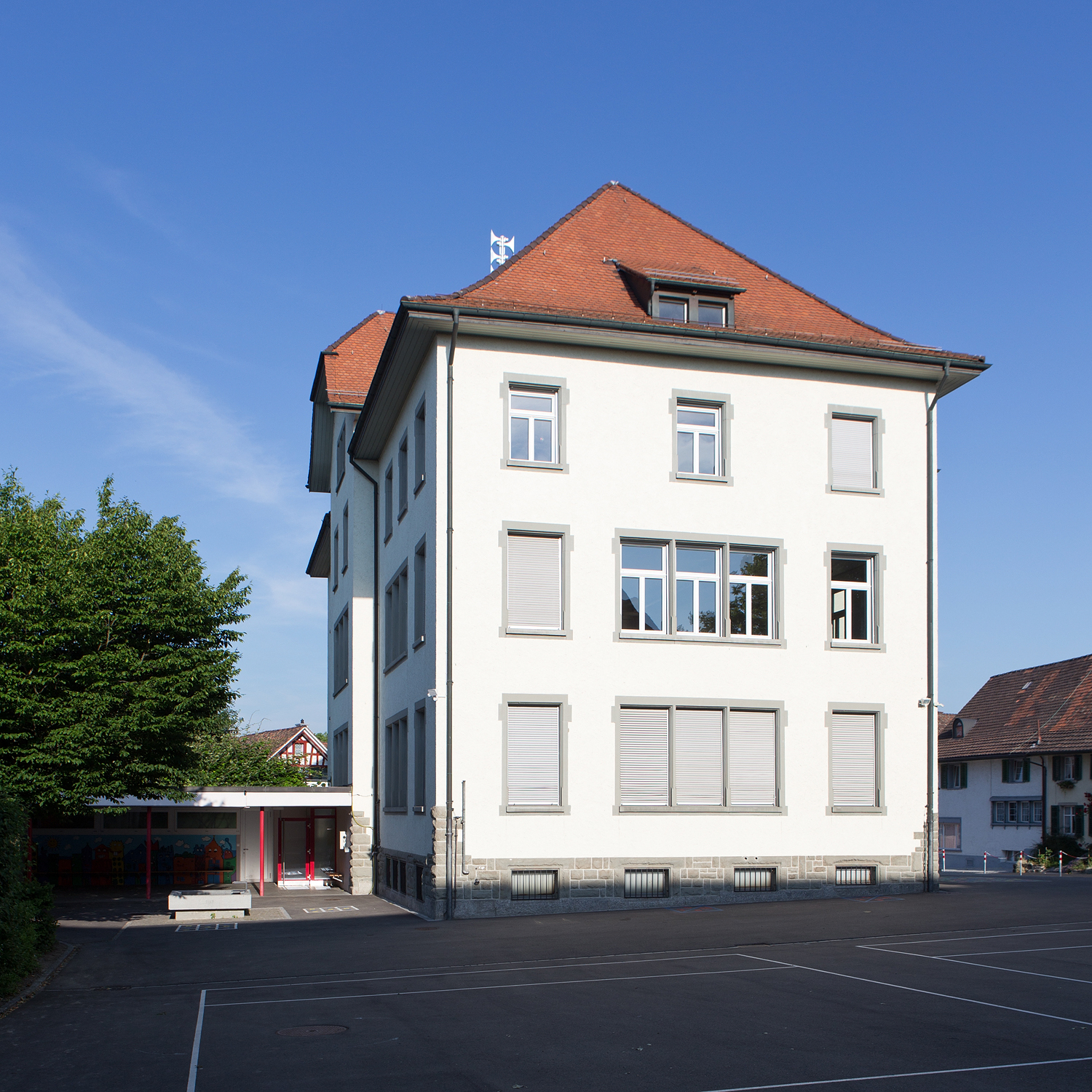
Schulhaus Oberdorf
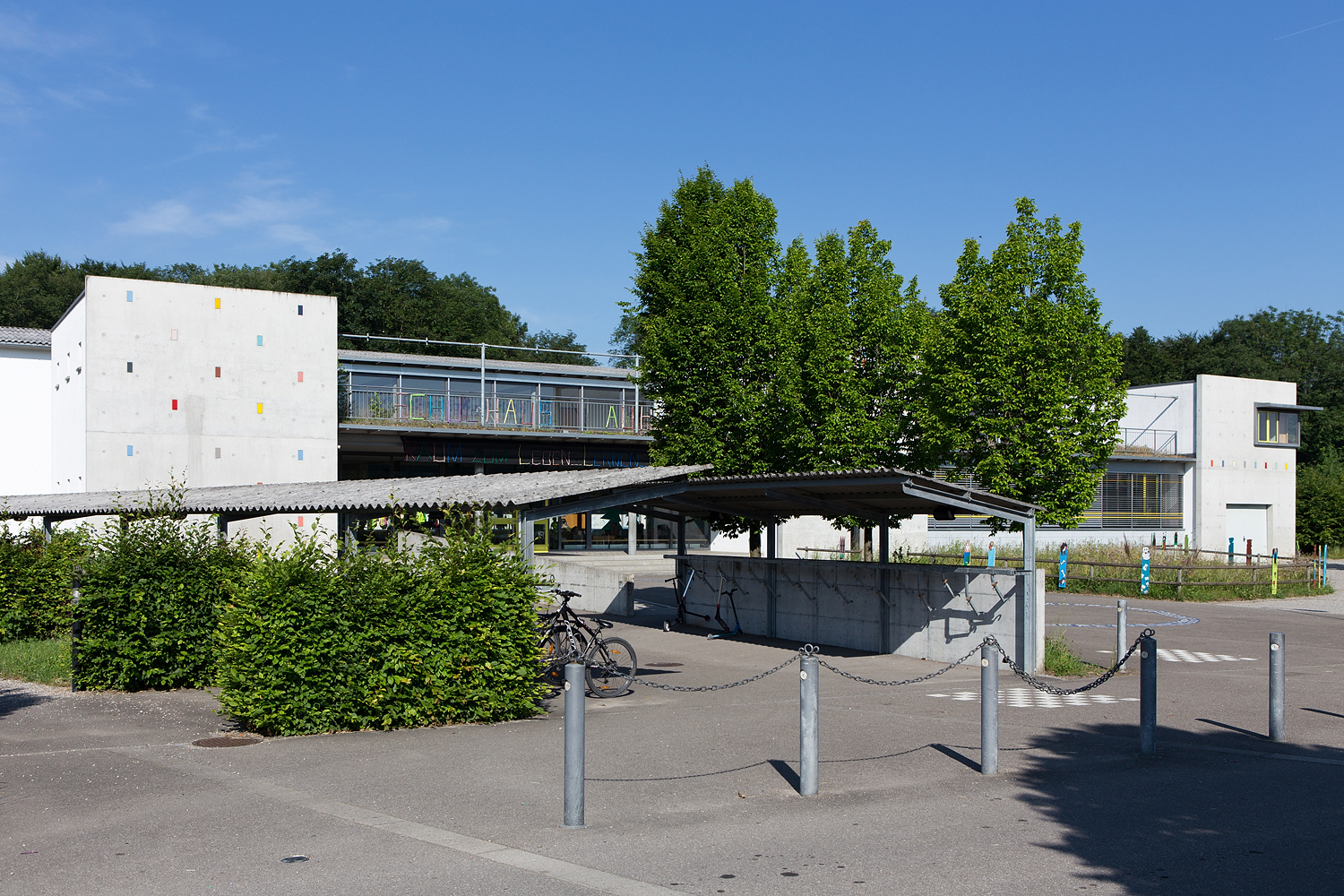
Schulhaus Auholz
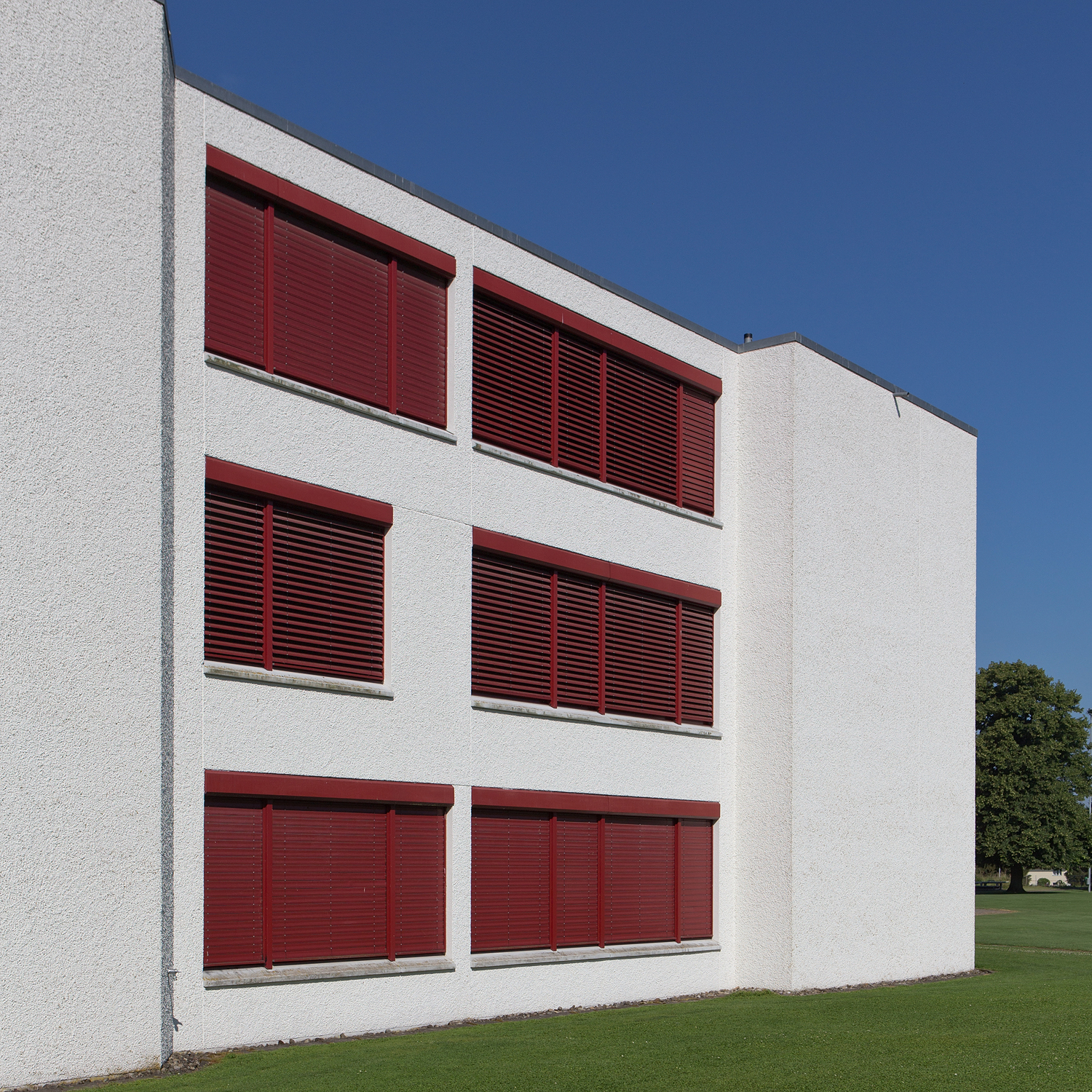
Schulhaus Befang
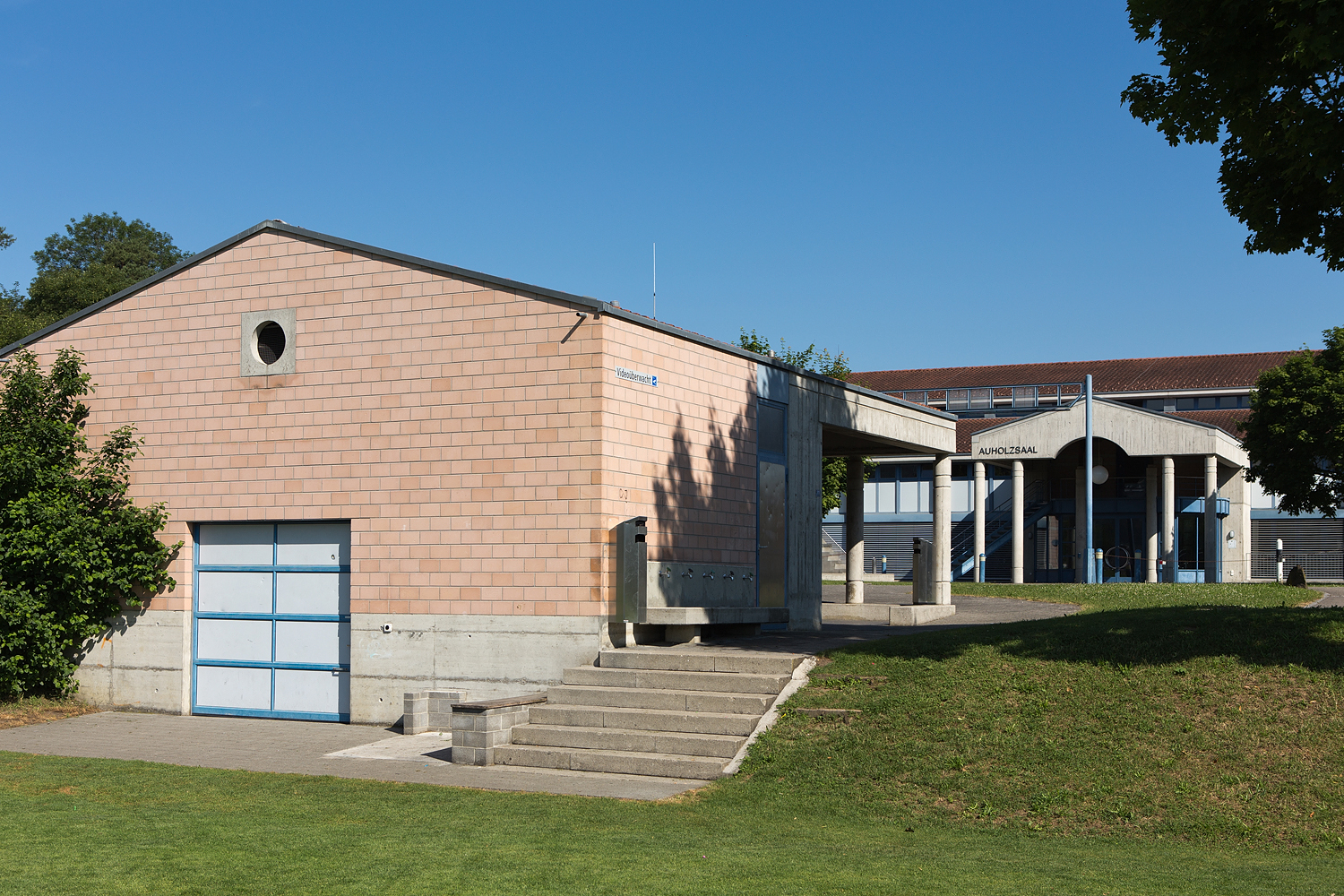
Kulturzentrum Auholzsaal
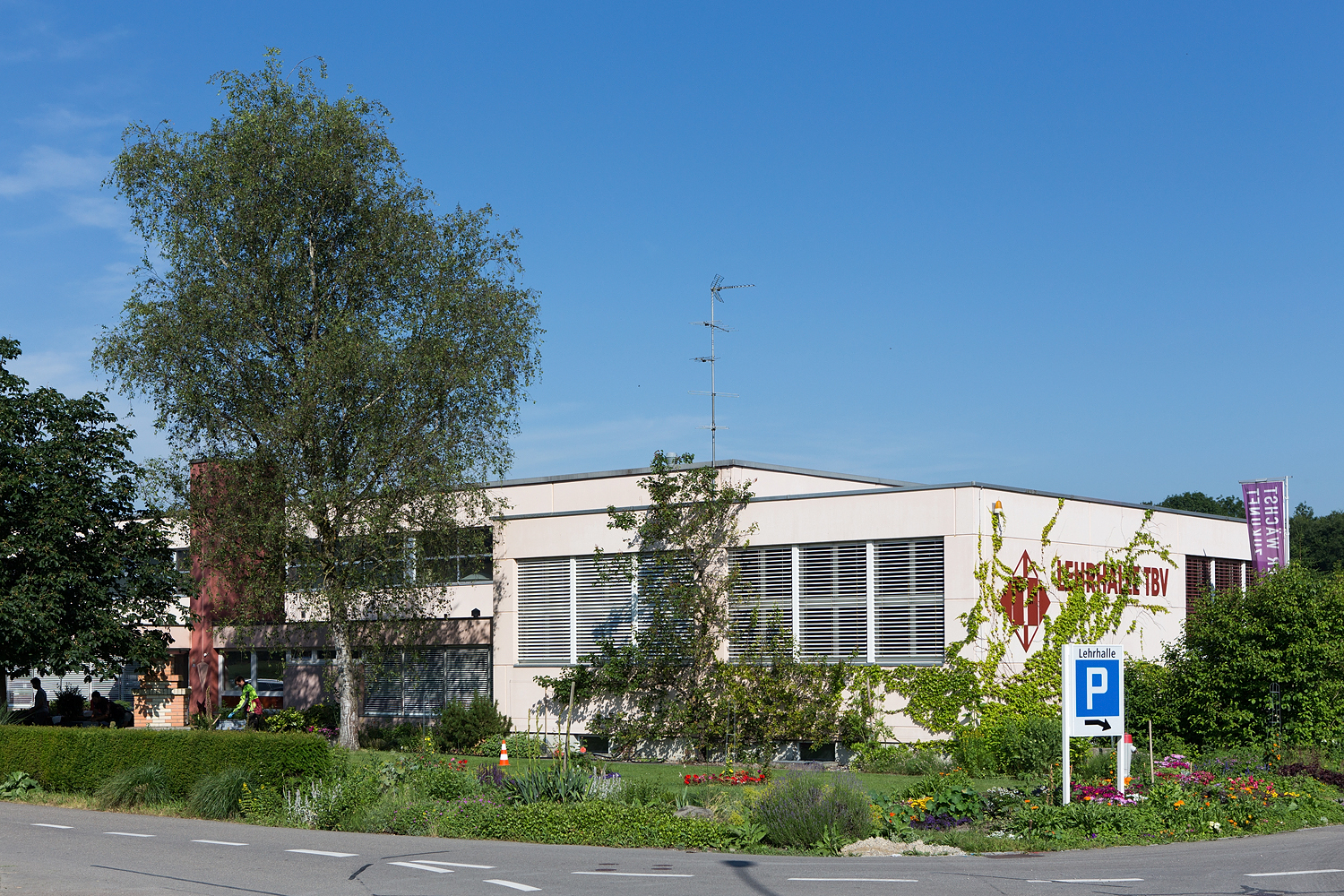
Maurerlehrhalle

## Söhne der Gemeinde
- Willy Messmer (1917–2003), Nationalrat FDP
- Paul Rutishauser (1933–2020), Nationalrat SVP
- Peter Somm (1940–2023), Arzt und Maler
- Max Küchler (* 1944), römisch-katholischer Theologe
- Jürg Bruggmann (* 1960), Radrennfahrer
- Niculin Janett (* 1989), Jazz- und Volksmusiker